# Drjanovska reka
Drjanovska reka (bulgariska: Дряновска река) är ett vattendrag i Bulgarien.   Det ligger i regionen Veliko Tărnovo, i den centrala delen av landet, 190 km öster om huvudstaden Sofia.